# Синагога
Синагога (на гръцки: συναγωγή, „събрание“, на иврит: בית כנסת) е еврейският молитвен дом. Първите синагоги датират от 2 век пр.н.е. с началото на зугота.
За разлика от християнската църква, например, синагогата не е храм, тъй като според юдаизма има един-единствен храм – несъществуващият днес Втори храм (от чиято последна постройка се е запазила т. нар. „Стена на плача“). Синагогата е мястото, където се събират във всеки свещен ден (за юдеите събота), вярващите. В строгия смисъл богослужение не се провежда – изпълняват се ритуали, произнасят се молитви, четат се проповеди. Богослужението според равинската традиция е възможно единствено и само в Йерусалимския храм.
Интересна е географията на синагогата. Тъй като според талмудическите предписания през съботния ден (през който не трябва да се работи), е допустимо човек да измине 800 стъпки. Във връзка с това в миналото синагоги се строят там, където в близост има компактно еврейско население.
Архитектурата на синагогата варира според страната, в която е строена. Едни от най-внушителните постройки се намират в Испания, повечето от тях са действащи. Една от най-големите синагоги в Европа се намира в София.
- Йерусалимската синагога Хурва
- Интериор на синагога, картина на Вилем Кандлер